# Yssyk-Ata
Der Yssyk-Ata (kirgisisch Ысык-Ата дарыясы) ist ein linker Nebenfluss des Tschüi in Kirgisistan (Zentralasien).
Der Yssyk-Ata entspringt an der Nordflanke des Kirgisischen Gebirges. Er wird von dessen Gletschern gespeist. Im Oberlauf durchfließt er den Ortokelsee. Der Yssyk-Ata fließt anfangs in nordöstlicher, später in östlicher Richtung durch das Bergland. Er nimmt einen größeren Nebenfluss von rechts auf und wendet sich nach Norden. Der Yssyk-Ata erreicht das Tiefland des Tschüitals. Er fließt ein Stück in nordwestlicher Richtung entlang dem Talrand. Dabei passiert er den am rechten Flussufer gelegenen Ort Jurjewka (in der Nähe liegt das zur Nachbar-Ratsgemeinde Syn-Tasch gehörende Mennonitendorf Rot-Front). Anschließend wendet er sich nach Norden und durchquert die Tiefebene. Sein Flusslauf liegt zwischen den Städten Kant im Westen und Krasnaja Retschka im Osten. Schließlich erreicht er gegenüber von Karasu den Tschüi. Der Yssyk-Ata hat eine Länge von 81 km. Er entwässert ein Areal von 558 km². Der mittlere Abfluss beträgt 7,05 m³/s.
Das Einzugsgebiet des Yssyk-Ata liegt im gleichnamigen Verwaltungsbezirk Yssyk-Ata.
Am Oberlauf des Flusses befindet sich in 1775 m Höhe der Kurort Yssyk-Ata, in dem bereits seit dem Ende des 19. Jahrhunderts verschiedene Mineralquellen für therapeutische Zwecke genutzt werden.